# 库费尔德
库费尔德（德語：Kuhfelde）是德国萨克森-安哈尔特州的市镇，隶属于萨尔茨韦德尔-阿尔特马克县。总面积为45.59平方千米，截至2023年12月31日总人口为1,073人。